# Indosylvirana caesari
Indosylvirana caesari es una especie de anfibio anuro de la familia Ranidae.

## Distribución geográfica
Esta especie es endémica de Maharashtra en la India. Se encuentra en los distritos de Sindhudurg y Satara en los Ghats occidentales.

## Descripción
Los machos miden de 43,2 a 50,1 mm y las hembras de 58,0 a 59,7 mm.

## Etimología
Esta especie lleva el nombre en honor a Caesar Sengupta.

## Publicación original
- Biju, Garg, Mahony, Wijayathilaka, Senevirathne & Meegaskumbura, 2014 : DNA barcoding, phylogeny and systematics of Golden-backed frogs (Hylarana, Ranidae) of the Western Ghats-Sri Lanka biodiversity hotspot, with the description of seven new species. Contributions to Zoology, vol. 83, n.º 4, p. 269–335[4]